# 陰俊
陰俊（朝鮮語: 음준）は、中国元の文官であり、朝鮮氏族の竹山陰氏の始祖である。
高麗恭愍王の妃となった中国元の宝塔失里に付き随い、礼部侍郎として高麗に入国した。その後、竹州君（当時の地名は竹州、後の地名改正により竹山となる）に封ぜられた。